# Kluje
Kluje (biał. Клюі, ros. Клюи) – wieś na Białorusi, w obwodzie mińskim, w rejonie mińskim, w sielsowiecie Chaceżyn.